# Bulok
Bulok (Schreibvariante: Bulock oder Bullock) ist eine Ortschaft im westafrikanischen Staat Gambia.
Nach einer Berechnung für das Jahr 2013 leben dort etwa 2350 Einwohner, das Ergebnis der letzten veröffentlichten Volkszählung von 1993 betrug 1450.

## Geographie
Bulok liegt in der West Coast Region, Distrikt Foni Brefet, rund 30 Kilometer östlich von Brikama und 39 Kilometer westlich von Bwiam entfernt. Der Ort liegt an der South Bank Road, die Bulok Bridge liegt westlich des Orts.